# Oscillateur biologique
Pour les articles homonymes, voir oscillateur.
La plupart des organismes vivants sont adaptés aux rythmes saisonniers, nycthéméraux, des marées, etc. Les organismes complexes (plantes et animaux supérieurs) disposent de plusieurs oscillateurs biologiques qui ensemble, assurent la fonction d'horloge biologique, elle-même régulée par des hormones majeures (ex : mélatonine chez de nombreuses espèces).

## Chez les Mammifères
Chez ces animaux (humain y compris) de multiples rythmes sont constamment combinés et pour certains finement modulés, principalement organisés autour des noyaux suprachiasmatiques (NSC) de l’hypothalamus (juste au-dessus du chiasma optique, de part et d’autre du troisième ventricule), qui est en quelque sorte l'horloge principale. 
Des travaux récents ont cependant mis en évidence d’autres structures que celles du NSC ; il s'agit de structures centrales (dans le cerveau) et périphériques (dans le cœur, les poumons, les reins, le foie,  la peau, la rétine, la pars tuberalis ou le noyau du lit de la strie terminale, etc.), qui tous contiennent des oscillateurs particuliers, au moins partiellement indépendants,,,,. 
Remarque : les rythmes des oscillateurs des NSC sont stables, alors que les rythmes des oscillateurs périphériques, aux échelles tissulaires, s’amortissent et disparaissent en quelques jours in vitro. 
Il existe une synchronisation intercellulaire des rythmes, nécessaire au maintien des oscillations à l’échelle du tissu,  et les travaux les plus récents laissent penser que les NSC seraient nécessaires à cette synchronisation des rythmes des cellules à la périphérie.